# Top Thrill 2
 (novembre 2024).
 (août 2024).
Top Thrill 2 ou anciennement appellé Top Thrill dragster est un parcours de montagnes russes en acier à propulsion magnétique (elle possédait une propulsion hydraulique avant sa rénovation par Zamperla) situé dans le parc d'attractions Cedar Point à Sandusky, dans l'Ohio. Ouvert le 4 mai 2003, elles étaient les premières « strata » montagnes russes construites (montagnes russes dépassant les 400 pieds, soit plus de 120 mètres). Les secondes strata montagnes russes sont Kingda Ka, localisée à Six Flags Great Adventure, dans le New Jersey, aux États-Unis ; et Red Force, localisée au parc Port Aventura, à Salou, en Espagne. Elle est aussi l'une des premières constituée principalement d'un Top Hat avec une descente possédant une spirale verticale.
Ce sont les secondes montagnes russes à propulsion hydraulique construites par la firme Intamin, après Xcelerator.
À la suite d'un grave incident survenu en 2021 au cours duquel un visiteur fut grièvement blessé, Zamperla est engagé pour créer une nouvelle version de l'attraction pendant que Top Thrill Dragster reste fermé. Une deuxième tour à pointes de 130 m et deux cycles de lancement supplémentaires ont été ajoutés, et les montagnes russes ont rouvert sous le nom de Top Thrill 2 le 4 mai 2024. Le trajet mis à jour conserve la vitesse de pointe de l'original, mais offre une expérience de conduite différente, envoyant les passagers en avant et en arrière à travers trois lancements au total et en prolongeant la durée du trajet de 30 secondes à environ deux minutes. Un problème a été identifié une semaine après la remise en service, forçant à nouveau la fermeture de Top Thrill 2 pour une durée indéfinie. Le 23 août 2024, le parc annonce que Top Thrill 2 ne rouvrira pas pour le reste de la saison, mais que les travaux se poursuivraient avec l'objectif de rouvrir l'attraction en 2025.

## Records

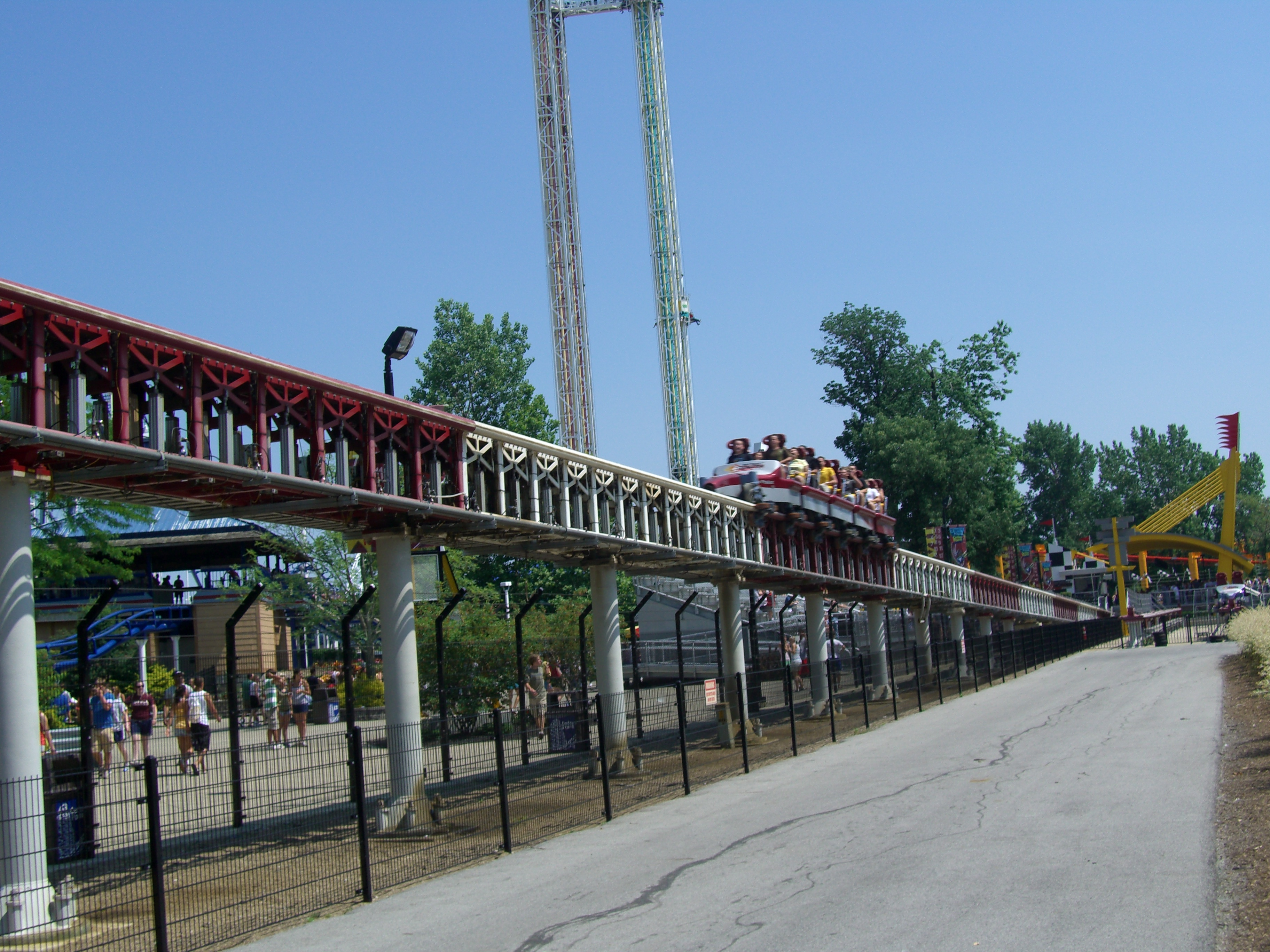
Train propulsé sur la voie d'accélération.

Cedar Point a un penchant pour la course aux records et ouvre souvent la voie quand il s'agit de battre les records de hauteur et de vitesse. Cedar Point fut le premier parc d'attractions à posséder des montagnes russes de plus de 60 mètres (200 pieds) avec Magnum XL-200. Le parc a aussi construit Millennium Force, montagnes russes hautes de plus de 90 mètres (300 pieds), et de secondes montagnes russes avec une première descente de plus de 30 mètres avec Gemini (montagnes russes en bois à double circuit).
Avec Top Thrill Dragster, deux records « chiffrés » ont été battus :
- Montagnes russes à circuit fermé de plus de 120 mètres de hauteur (400 pieds) ;
- Montagnes russes dépassant les 190 km/h.

Top Thrill Dragster furent aussi les secondes montagnes russes à dépasser la barre des 160 km/h, précédé par Do-Dodonpa (localisé à Fuji-Q Highland, au Japon).
Top Thrill Dragster a obtenu trois titres grâces à ces records :
- Les plus hautes montagnes russes au monde : Les précédentes montagnes russes détentrices de ce record étaient Superman: The Escape à Six Flags Magic Mountain, situé à Valencia, en Californie (416 pieds de haut), ou par Millennium Force déjà à Cedar Point. Cet ancien record est sujet à débat car certains puristes ne considèrent pas Superman: The Escape comme des montagnes russes (à cause de son circuit ouvert). Top Thrill Dragster est cependant détrôné en 2005 par Kingda Ka du parc Six Flags Great Adventure (456 pieds de haut).

- Les plus hautes montagnes russes au monde avec circuit fermé.

Ce record était détenu par Steel Dragon 2000 à Nagashima Spa Land situé à Nagashima au Japon et atteignirent 318 pieds de haut (95 mètres). Certains pensent que Millennium Force étaient détentrices du record car Steel Dragon étaient fermées depuis plusieurs années. Encore une fois, Kingda Ka détrônèrent Top Thrill Dragster avec une hauteur de 456 pieds (139 mètres).
- Les montagnes russes les plus rapides au monde.

Top Thrill Dragster détrônèrent Do-Dodonpa au Japon qui atteignirent 172 km/h. Kingda Ka lui a encore volé son record en atteignant les 206 km/h.

## Le circuit

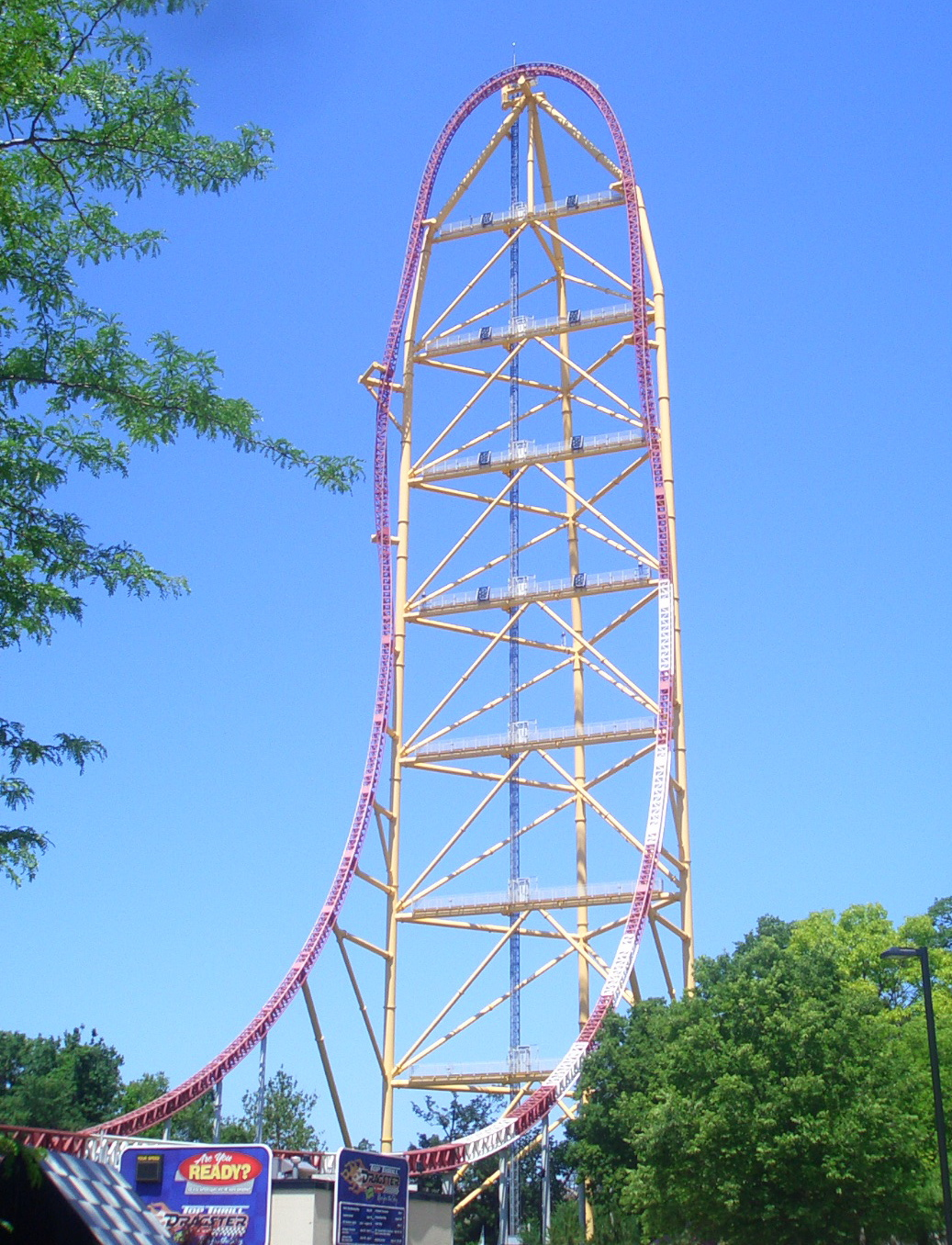
Partie haute de l'attraction.

Le sommet des Top Thrill Dragster est le point le plus haut de Cedar Point, facilement visible depuis n'importe quel endroit du parc, mais également des alentours. Le rail de la tour est rouge et blanc, d'une forme carré, caractéristique des rails Intamin. Ajouté à cela, un enchevêtrement de poutres jaunes constituant la structure de la tour.
Le début de la file d'attente est une sorte de passage allant sous la rampe de lancement. Cependant la file ne passe pas sous la voie de décélération. La file se situe presque entièrement entre la rampe de lancement et la voie de décélération. Avec cette configuration, les visiteurs peuvent voir passer rapidement les trains pendant qu'ils font la queue. Sur les murs de la file d'attente, on peut lire une comparaison entre les caractéristiques de l'attraction et celles d'un dragster (vitesse, poids, etc.).
Arrivé à la gare d'embarquement, la file se divise en deux branches. Les visiteurs peuvent choisir la branche menant au premier quai (situé vers l'avant) ou celle menant au quai arrière. Les deux quais sont reliés entre eux mais une barrière empêche les visiteurs de passer de l'un à l'autre. Deux trains sont chargés simultanément (un par quai) et sont envoyés en même temps sur une zone d'attente, située après la zone d'embarquement. De cette zone, le premier train est lancé, puis le second. Pendant ce temps, deux autres trains sont arrivés à quai prêts à être chargés. Il est rare que l'on se trouve dans le cas où l'embarquement des visiteurs est assez long pour qu'il n'y ait aucun train prêt à être lancé. Grâce à cette manière de procéder, la file avance relativement vite. Si la file n'avance plus, c'est souvent à cause d'un visiteur n'ayant pas respecté les conditions d'accès à l'attraction (par exemple, un visiteur ayant une corpulence trop importante et ne pouvant pas rentrer dans le train et fermer la barre de sécurité). L'embarquement est alors retardé. Ces pauses dans la progression de la file sont souvent suivies par des progressions plus importantes. En effet, les deux autres trains finissant le parcours arrivent presque immédiatement derrière ceux dont l'embarquement a été plus long que prévu.
Après le choix du quai, les passagers devront choisir leur place dans le train (la rangée). Généralement, la plus longue file est celle pour la première rangée de chaque train, bien que certains considèrent que la meilleure rangée soit la seconde à cause de l'inconfort du vent et des insectes à la première rangée.
 Contrairement à Kingda ka, Top Thrill Dragster ne possède qu'un quai d'embarquement . 

## Thème
Bien que ces montagnes russes soient décorées sur les dragsters, beaucoup de visiteurs trouvent que l'attraction ressemble plus au lancement d'une navette spatiale plutôt que d'une course de dragsters. Un dragster pèse environ une tonne, alors que chaque train de Top Thrill Dragster pèse près de 6,5 tonnes. Pour simuler cette course de dragsters, les trains possédaient à l'arrière deux roues décoratives. Lors de l'année de l'inauguration de l'attraction, une des roues décoratives se décrocha d'un train et atterrit dans l'étang qui se trouvait à côté. Depuis cet incident, les roues firent place à une rangée de sièges supplémentaire accroissant ainsi la capacité horaire de Top Thrill Dragster. La seule décoration restante est une grande boîte noire à la fin du parcours.

## Rollback
La vitesse des trains de Top Thrill Dragster est contrôlée par un ordinateur qui adapte la force du catapultage dans le but de minimiser les forces de traction et de faire franchir la tour au train. Dans des cas rares, le train n'a pas assez de vitesse pour franchir la tour et effectue un rollback. Cependant, aucun lien avec la météo n'a pu être établi et les rollbacks surviennent un peu au hasard. Certaines rumeurs affirment que les employés du parc provoqueraient volontairement et aléatoirement des rollbacks dans le but d'offrir l'avantage d'avoir eu deux catapultages en un tour.
Quand la piste est humide ou qu'il fait froid, la vitesse normale de propulsion n'est pas suffisante pour faire gravir la tour au train. Le train peut être également influencé par le vent soufflant dans une direction bien précise. Lorsque cela arrive, le train va commencer son ascension, s'arrêter juste au sommet, puis va repartir en arrière. En cas de rollback, la zone de lancement est équipée d'un système de lamelles magnétiques rétractables. Après chaque lancement, ces lamelles sortent pour ralentir le train le cas échéant.
Un panneau placé dans la file d'attente avertit les passagers que les rollbacks sont possibles, mais sans danger.
Certains fans de sensations fortes espèrent vivre un rollback. La propulsion est sensiblement la partie la plus intense et excitante de l'attraction, et un rollback signifie la possibilité de refaire un tour sans avoir à reparcourir la file d'attente. Il est également possible, pour les passagers le désirant, de quitter l'attraction après un rollback.
La firme Intamin appelle cet évènement un « lancement court », cependant le terme de « rollback » est le plus utilisé dans les parcs possédant des montagnes russes à propulsion.
Le 24 juin 2005, le train vert fut lancé avec la vitesse exacte pour rester en équilibre au sommet de la tour. Il y resta quinze minutes avec dix-huit passagers à son bord, en attendant qu'un agent de maintenance arrive par l'ascenseur d'évacuation. L'agent eu juste à pousser le train pour qu'il reprenne sa course.

## Temps
Top Thrill Dragster ne fonctionne jamais sous la pluie, même une légère bruine. Cela est dû à la douleur que peut provoquer la pluie tombant sur les passagers lors du catapultage à plus de 190 km/h. Cependant, les conditions météorologiques n'influencent pas le système de catapultage. Les roues permettant de faire avancer les trains vers la zone de chargement/déchargement ne peuvent exercer leur fonction correctement si elles sont humides, car elles glisseront sous le train au lieu de le faire avancer. L'attraction peut donc être rouverte rapidement lorsqu'une accalmie se présente.
L'attraction ne peut pas fonctionner en journée avec les trains vides. Si le train n'est pas chargé complètement, il ne franchira pas la tour. Cela est dû à l'adaptation de la vitesse de lancement par le système de propulsion hydraulique. Contrairement aux idées reçues, un train complètement chargé nécessiterait une vitesse moindre pour gravir entièrement la tour. Cela est dû au phénomène d'inertie [réf. nécessaire].
Top Thrill Dragster ne fonctionne jamais lorsque le vent souffle à plus de 50 km/h. Un capteur placé au sommet de l'attraction indique la force du vent sur un écran de contrôle dans une salle spécialement prévue à cet effet. Si le vent souffle à plus de 50 km/h pendant plus de 5 secondes, l'attraction entrera directement en procédure d'arrêt d'urgence. Les opérateurs ont obligation de notifier la direction du parc lorsque le vent souffle à plus de 40 km/h. Cette obligation est une mesure de sécurité car la force du vent pourrait avoir une influence sur le parcours du train, en empêchant le train de gravir entièrement la tour. Ce système a déjà été utilisé plusieurs fois. Le capteur peut être désactivé temporairement les jours de fort vents pour permettre le fonctionnement de l'attraction.

## Incidents et accidents
- En 2003, avant l'ouverture au public, le train doré avait une lamelle magnétique (servant au freinage du train) mal installée. Lors du « rollback » du train, il s'arrêta dans la station alors qu'il aurait dû être stoppé bien avant. Le train fut renvoyé à Intamin en Suisse pour être réparé.

- Le 13 juillet 2004, quatre personnes furent blessées après avoir été frappées par des pièces métalliques provenant du câble tractant le train lors de son accélération initiale. Les quatre personnes furent soignées à l'infirmerie du parc ; deux personnes nécessitèrent un transfert à l'hôpital local.

- Le 7 août 2016, deux personnes ont été soignées pour des blessures légères lorsque le câble de lancement s'est détaché de l'attraction. L'attraction a été fermée pour le lendemain pendant que le parc et les autorités de l'État de l'Ohio enquêtaient sur l'incident[3].
- Le 15 août 2021, dans ce qui a été décrit comme un « accident grave »,  un client qui attendait dans la file d'attente a été frappé à la tête par un petit morceau de métal qui s'est détaché d'un train alors qu'il approchait de la fin de son parcours[4]. Le visiteur a été emmené dans un hôpital voisin et il a été constaté qu'il avait subi de graves blessures. Top Thrill Dragster a été fermé pour le reste de la saison[5].

## Anecdotes

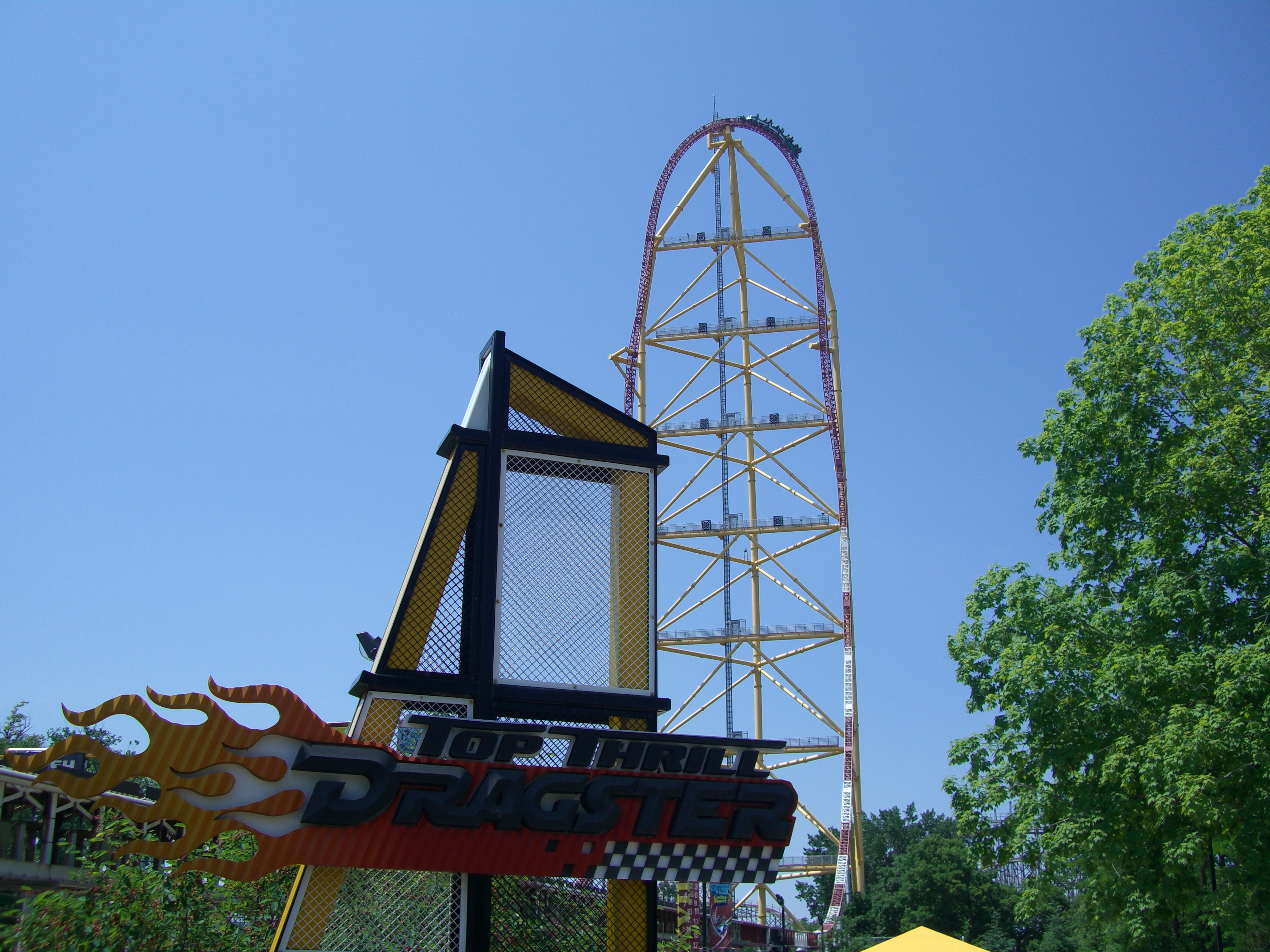
Logo de l'attraction.

- L'attraction offre une accélération de 0 à 193 km/h en 3,8 secondes.
- Top Thrill Dragster a couté 25 millions de dollars.
- Durant la construction, une webcam suivant la progression du chantier prit sur le fait un travailleur en train d'uriner sur la future cabine de ventes de photos prises pendant le parcours. L'image fut rapidement et largement diffusée sur le net et sur les sites humoristiques.
- Top Thrill Dragster possède six trains mais ne fonctionne plus efficacement qu'avec cinq.
- Cedar Point n'autorise pas les objets (lunettes, appareils photos, camescopes, etc.) pouvant être perdus sur l'attraction.
- Au delà d'une certaine morphologie, les visiteurs ne peuvent pas prendre place dans l'attraction, du fait que les conditions de sécurité ne seraient pas suffisantes (dû à la conception même des trains) pour les personnes corpulentes.
- La piste audio que l'on peut entendre sur le quai d'embarquement est Ready to Go de Republica.
- Le 5 novembre 2005, Top Thrill Dragster fut qualifié du plus mauvais investissement à cause des fréquentes pannes que subit l'attraction[6].

## Quelques chiffres
Fréquentation :
- 2003 : 562 438 visiteurs
- 2004 : 943 313
- 2005 : 953 945
- 2006 : 994 531

Chronométrages :
- Temps entre chaque départ : 1 min 3 s
- Temps chargement/déchargement : 4 min 15 s
- Temps du tour : 25 s
- Cycle complet : 10 min 27 s

Capacité d'accueil :
- Capacité par train : 18 personnes
- Nombre de lancement par heure : 57